# 香港ジョッキークラブ
香港ジョッキークラブ（ホンコンジョッキークラブ、英語表記Hong Kong Jockey Club、中国語表記香港賽馬會）とは香港における競馬の競技団体である。

## 解説
香港の競馬は1846年に第1回全権大使杯競走が開催されて以後、同地域における最大のスポーツイベントとして定着し、1884年に前身の「ロイヤル香港ジョッキークラブ」として統括団体が発足された。1997年にイギリス領から中国に返還されるにあたって、名称からロイヤルを外し現在の名称となる。
香港ジョッキークラブは沙田競馬場（シャティン競馬場）とハッピーバレー競馬場の2か所で競馬レースが行われ、原則としては毎週水曜日にハッピーバレーでのナイター開催、週末はハッピーバレー、もしくはシャティンのいずれかでの日中開催が行われている。なかでもシャティンで行われる香港国際競走（12月）とクイーンエリザベス2世カップ（4月）は香港を代表する国際招待競走として世界から強豪馬が多数参戦している。
近年は、隣接するマカオで行われている競馬の主催団体であるマカオジョッキークラブとの交流も行われるようになり、マカオ地区での香港開催レースの場外発売を委託しているほか、交流競走も行われている。
またジョッキークラブは、香港で行われている宝くじ六合彩や、国外で行われているサッカーへのサッカーくじなどの賭博すべての胴元となっており、競馬の売り上げが次第に低下してきたこともあって、最近ではサッカーくじの発売額が、ジョッキークラブの総売り上げでも大きなウエイトを占めるようになっている。
収益金は、香港の学校・福祉・公共施設などの施設設置や生活支援などのチャリティーに充てられている。香港最大の慈善団体でもある。

## 歴史
- 1845年 ハッピーヴァレー競馬場開場。香港競馬会創設。
- 1870年 チャンピオンステークス（後のチャターカップ→香港チャンピオンズ&チャターカップ）新設。
- 1873年 香港ダービー新設。
- 1884年 ロイヤル香港ジョッキークラブ創設。
- 1926年 チャターカップ開催休止。
- 1942年 日本占領により開催年度が通年開催となる。
- 1954年 香港スチュワーズカップ新設。
- 1955年 香港チャンピオンズ&チャターカップとして開催復活。
- 1960年 アジア競馬会議発足。
- 1972年 香港ジョッキークラブがプロ化になる。
- 1975年 クイーンエリザベス2世カップ新設。
- 1978年 シャティン競馬場開場。
- 1979年 チェアマンズスプリントプライズ、香港ゴールドカップ新設。
- 1982年 香港クラシックマイル新設。
- 1984年 香港競馬会創設100周年を記念にセンテナリーカップ（後のセンテナリースプリントカップ）新設。
- 1988年 香港招待カップ（後の香港カップ）新設。
- 1991年 香港招待ボウル（後の香港マイル）新設。
- 1992年 香港三冠体系成立。
- 1994年 香港国際ヴァーズ（後の香港ヴァーズ）新設。
- 1999年 香港スプリント新設。香港招待カップが香港カップに名称変更しエミレーツワールドシリーズ参加（2005年を最後に休止）。
- 2000年 ボヒニアスプリントトロフィー新設。
- 2001年 アジア競馬会議がアジア競馬連盟に名称変更。チャンピオンズマイル新設。
- 2002年 クイーンエリザベス2世カップ、エミレーツワールドシリーズ参加（2005年を最後に休止）。
- 2005年 チャンピオンズマイル、アジアマイルチャレンジ参加（2011年を最後に休止）。
- 2006年 香港スプリント、グローバル・スプリント・チャレンジ参加。

## 主な所属人物

### 騎手
シーズン騎手（2023年/2024年シーズン現在）
- ジョアン・モレイラ
- ザック・パートン
- カリス・ティータン
- ニール・カーラン
- チャド・シェフィールド
- 楊明綸
- 梁家俊
- 蔣嘉琦
- ナッシュ・ローウィラー
- 黃皓楠
- チャクイウ・ホー
- 鄭雨滇
- アレックス・ライ
- 蘇狄雄
- マーク・チャドウィック
- 吳嘉晉
- オリヴァー・ドゥルーズ
- 湯智傑
- 賴維銘

期間ライセンス獲得騎手
- オピエ・ボッソン
- ガヴィン・レレーナ

過去の所属騎手
- ジェラルド・モッセ
- クレイグ・ウィリアムズ
- ロバート・フラッド
- バジル・マーカス
- トルステン・ムンドリー
- フェリックス・コーツィー
- グレン・ボス
- シェーン・ダイ
- アラン・ムンロ
- ウォルター・スゥインバーン
- クリス・マンス
- エリック・サンマルタン
- ダレン・ビートマン
- ブレット・ドイル
- コルム・オドノヒュー
- タイ・アングランド
- 呂卓賢
- ウェイチョン・マーウィング
- ニコラ・ピンナ
- アンドレアス・スボリッチ
- ダグラス・ホワイト
- ブレット・プレブル

### 調教師
- ジョン・ムーア
- アンソニー・クルーズ
- アンドレアス・シュッツ
- ジョン・サイズ
- ポール・オサリバン
- デビット・フェラリス
- ダグラス・ホワイト

過去の所属調教師
- アイヴァン・アラン
- デビット・ヘイズ

## 競馬活動

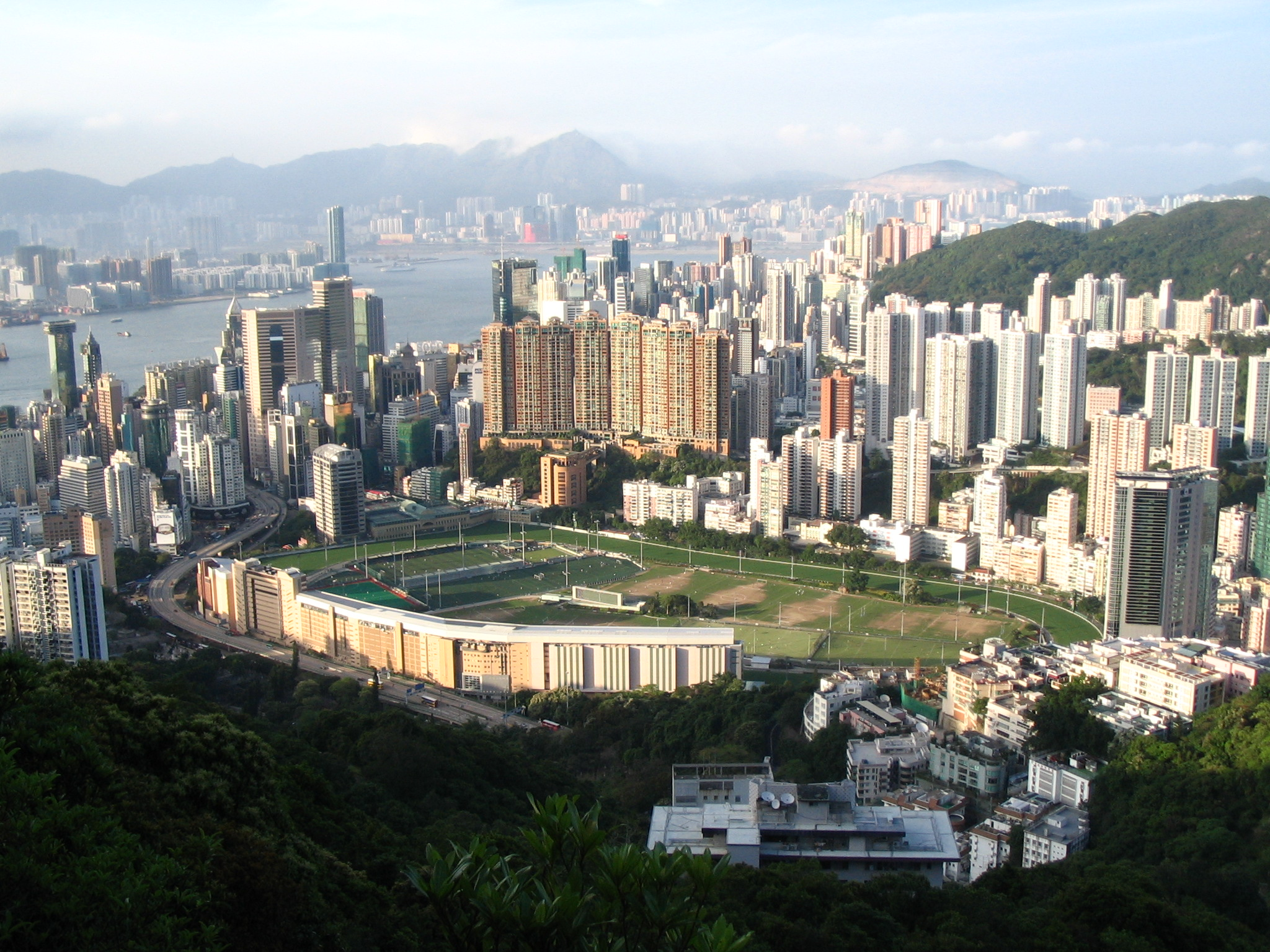
Happy Valley競馬場

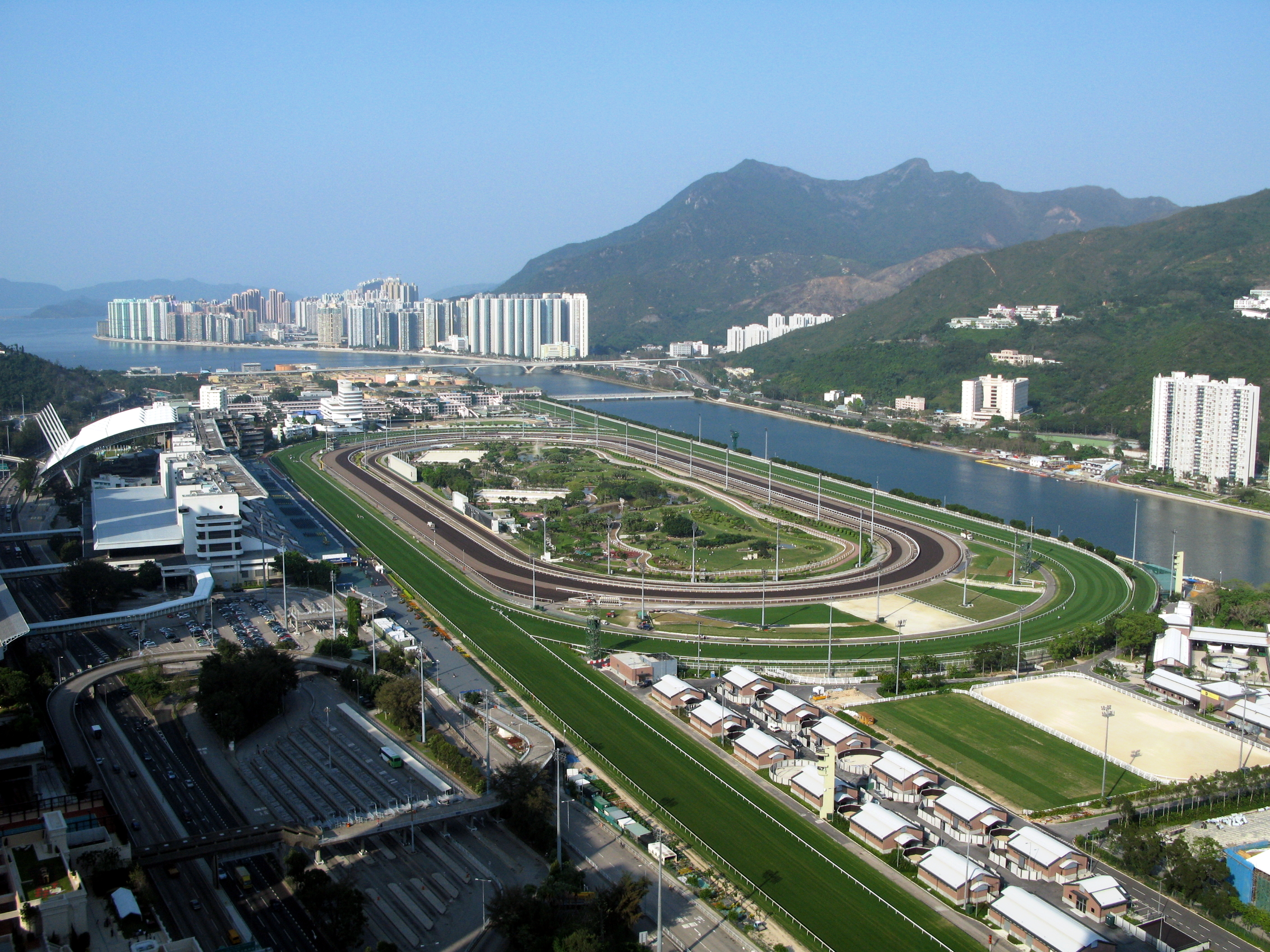
Sha Tin競馬場

HKJCは、沙田（Sha Tin）とハッピーバレー（Happy Valley）の2つの競馬場で年間約700レースを開催している。2001/02年シーズンには、1,144人の馬主、24人のトレーナー、35人の騎手がHKJCの免許を取得し、1,435頭の馬が調教されている。
2002-2003年シーズンの馬券の売上高は71億HK$であった。配当金は58億HK$、馬券税は9.5億HK$、馬券の売上収入は3.9億HK$であった。これは香港の税収の11.7%に相当する。運営の黒字は香港ジョッキークラブチャリティトラストに配分されている。
香港の主権移譲後、競馬の人気は地域の経済状況によって大幅に低下した。
2007年3月16日、HKJCはニューヨーク競馬協会出身のウィリアム・ネイダーをエグゼクティブディレクターに任命した。
2007年9月9日、沙田競馬場は約60,000人の記録的な1日の観客動員数を記録した。香港ジョッキークラブは1億6,000万ドルの馬券売り上げを記録した（2001年以来の最高額）。馬主の子供たちは地元の反賭博団体の抗議にもかかわらず入場が許可された。
2008年1月、エクリプス賞とソヴリン賞を受賞したエマ・ジェーン・ウィルソン騎手は香港で騎乗するための免許を取得し、北米の女性騎手として初めてとなった。
上記の改革やその他の変更により、HKJCの収益は徐々に以前の水準を回復し、それを上回っている。2011/2012年シーズンの総収入は86.1億HK$で、2006年の改革以来43.4%増加した。

## 賃貸契約
ハッピーバレー競馬場は、政府補助の民間レクリエーション用賃貸契約の下で、インランドロット8847の土地に92,000 m^2を占めている。 この賃貸契約は1884年に始まり、2034年6月23日まで有効となっている。
2021年9月のHong Kong Free Pressによれば、香港ジョッキークラブは、ハッピーバレー競馬場の土地を沙田の土地との交換のために返還するという以前の約束を破ったと報じられている。